# Dub (district de Prachatice)
Pour les articles homonymes, voir Dub (homonymie).
Dub est un bourg (městys) du district de Prachatice, dans la région de Bohême-du-Sud, en République tchèque. Sa population s'élevait à 407 habitants en 2023.

## Géographie
Dub se trouve à 11 km au nord de Prachatice, à 38 km à l'ouest-nord-ouest de České Budějovice et à 112 km au sud-sud-ouest de Prague.

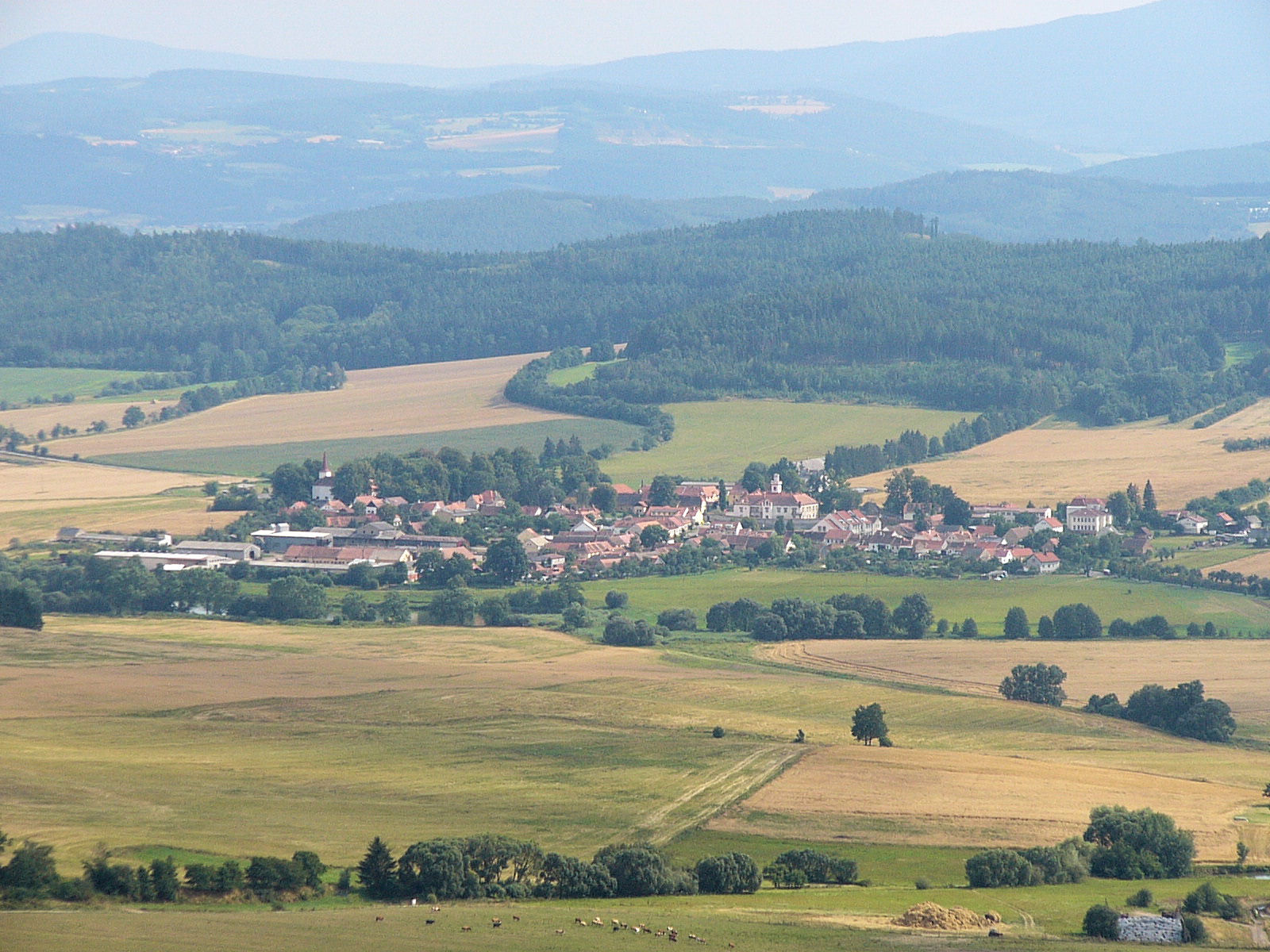
Vue générale de Dub.

La commune est limitée par Bohunice, Čepřovice et Krajníčko au nord, par Bavorov et Hájek à l'est, par Strunkovice nad Volyňkou et Budkov au sud, et par Lipovice, Újezdec et Tvrzice à l'ouest.

## Histoire
La première mention écrite de la localité date de 1274.

## Administration
La commune se compose de cinq sections :
- Borčice
- Dub
- Dubská Lhota
- Dvorec
- Javornice

## Transports
Par la route, Dub se trouve à 5,5 km de Vlachovo Březí, à 15 km de Prachatice, à 43 km de Ceské Budejovice et à 143 km de Prague.